# Aristófanes (vigário)

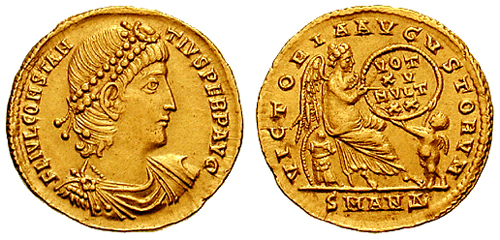
Soldo de Constâncio II r.

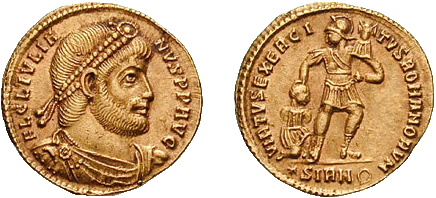
Soldo de r.

Aristófanes (em latim: Aristophanes; em grego: Ἀριστοφάνης) foi um oficial romano do século IV, ativo durante o reinado dos imperadores Constâncio II (r. 337–361) e Juliano, o Apóstata (r. 361–363). Nativo e decurião de Corinto, na Grécia, era filho do senador Menandro e sobrinho dos filósofos Diógenes e Hiério. Em 336/340, estava realizando seus estudos em Atenas, na Ática, e em 337/340 recitou a liturgia de duóviro quando o sofista Libânio visitou Corinto.
Em algum momento desconhecido sua herança foi reivindicada por Eugênio, que era relacionado à sua família por casamento, o que fez Aristófanes fugir à Síria, onde, através da influência de Fortunaciano, tornar-se-ia agente nos assuntos (agens in rebus), função que exerceu em nome de Constâncio com honestidade e expedição. No meio tempo suas propriedades foram devastadas por Eugênio. Apesar disso, sua família permaneceu em Corinto, onde seu filho ainda estava na escola em 362.
Em 357, foi enviado por Musônio ao Egito ao lado do coríntio Parnásio. Lá, ele provocou Paulo 4 e foi acusado de traição, magia e extorsão, sendo consequentemente condenado e enviado ao exílio; as acusações de extorsão nunca foram provadas, mas foi obrigado a devolver o dinheiro. Em 362, Libânio escreveu uma epístola em seu nome e enviou uma cópia ao imperador Juliano na qual solicitava alguma concessão de honra e imunidade de encargos curiais para permitir a restauração do nome e fortuna de Aristófanes, o que Juliano favoravelmente aceitou.
Em 363, Aristófanes foi nomeado para algum ofício incerto, presumivelmente na Diocese da Macedônia. Tendo em vista que pelo período Vécio Agório Pretextato estava exercendo a função de procônsul da Acaia, os autores da Prosopografia do Império Romano Tardio sugerem que foi nomeado como vigário. Numa das epístolas de Libânio aparece registrado como um simples governador provincial, embora também seja relatado na carta que ele possuía autoridade sobre a Grécia. Nessa função, teria sido informado que precisava espalhar a notícia dos persas por Juliano durante sua campanha no Oriente e que precisava enviar uma epístola para Libânio relatando-lhe os eventos. Posteriormente foi removido de seu posto e retornou para Corinto, onde em 364 estava esperançosamente procurando um novo ofício.